# Rue Vilniaus
 (juin 2023).
La rue Vilniaus (en lituanien : Vilniaus gatvė) est une rue centrale et la plus ancienne de la vieille ville de Kaunas, en Lituanie,,.

## Origine du nom
L'ancienne route menait à la capitale lituanienne Vilnius.

## Historique
Elle faisait autrefois partie de l'ancienne route menant à la capitale lituanienne Vilnius, mais elle est actuellement dédiée exclusivement aux piétons, aux cafés en plein air, etc.

## Bâtiments remarquables et lieux de mémoire

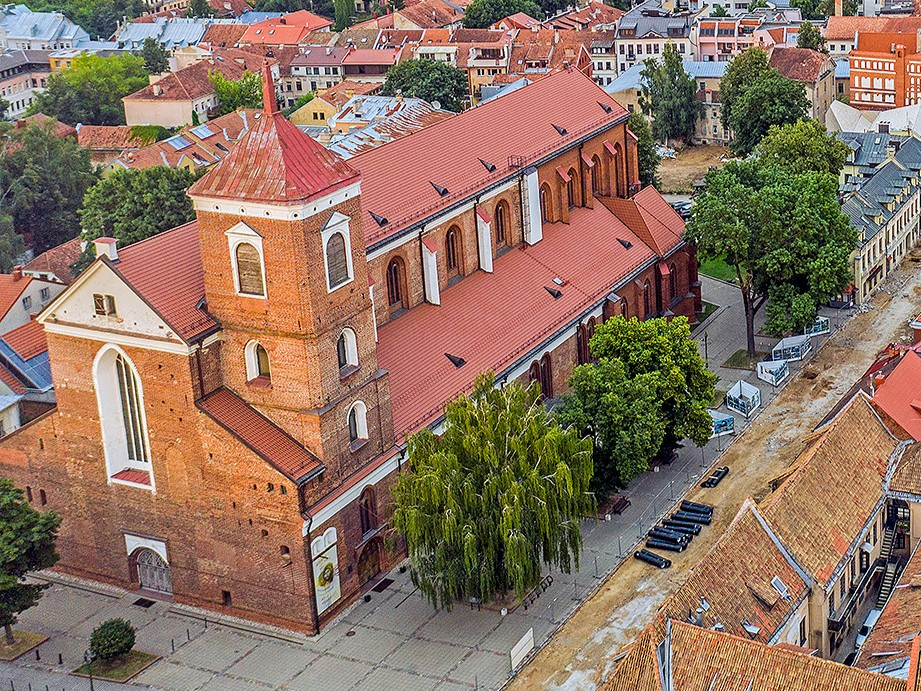
Basilique-cathédrale de Kaunas.

La plupart des bâtiments de la rue datent du XVIe siècle, mais certains ont été reconstruits et la basilique-cathédrale de Kaunas a été construite au début du XVe siècle,,.